# CXCL2
CXCL2 (англ. C-X-C motif chemokine ligand 2) — білок, який кодується однойменним геном, розташованим у людей на 4-й хромосомі. Довжина поліпептидного ланцюга білка становить 107 амінокислот, а молекулярна маса — 11 389.
| 10         |  | 20         |  | 30         |  | 40         |  | 50         |
| ---------- |  | ---------- |  | ---------- |  | ---------- |  | ---------- |
| MARATLSAAP |  | SNPRLLRVAL |  | LLLLLVAASR |  | RAAGAPLATE |  | LRCQCLQTLQ |
| GIHLKNIQSV |  | KVKSPGPHCA |  | QTEVIATLKN |  | GQKACLNPAS |  | PMVKKIIEKM |
| LKNGKSN    |  |            |  |            |  |            |  |            |

A: Аланін

C: Цистеїн

E: Глутамінова кислота

G: Гліцин

H: Гістидин

I: Ізолейцин

K: Лізин

L: Лейцин

M: Метіонін

N: Аспарагін

P: Пролін

Q: Глутамін

R: Аргінін

S: Серин

T: Треонін

Кодований геном білок за функцією належить до цитокінів. 
Задіяний у таких біологічних процесах, як запальна відповідь, хемотаксис. 
Секретований назовні.